# Rossas (Vieira do Minho)
Rossas es una freguesia portuguesa del concelho de Vieira do Minho, con 32,39 km² de superficie y 2.071 habitantes (2001). Su densidad de población es de 63,9 hab/km².